# Darius Alexander Spieth
Darius Alexander Spieth (1970) è uno storico dell'arte statunitense, professore di storia dell'arte presso la Louisiana State University (LSU).

## Biografia
Darius A. Spieth ha conseguito il dottorato di ricerca presso l'Università dell'Illinois a Urbana-Champaign e un MBA in Finanza presso la Japan International University di Niigata. Ha conseguito una laurea in storia dell'arte e francese presso l'Università del Nebraska a Lincoln. Prima di essere nominato alla Louisiana State University nel 2003, è stato curatore di una mostra di stampe veneziane del XVIII secolo mentre era assistente curatore di stampe al Fogg Art Museum dell'Università di Harvard. Ha lavorato anche per una delle principali gallerie d'arte europee, specializzata nell'arte d'avanguardia dell'Europa orientale del primo Novecento.
Il professor Spieth è noto soprattutto per il suo lavoro sulla storia del mercato dell'arte e sull'egittomania francese, lungo un arco di tempo compreso fra il XVIII e il XIX secolo. È il curatore del Grove Dictionary of Art, che tratta del rapporto tra mercato dell'arte, diritto ed economia (pubblicato dalla Oxford University Press). Ha tradotto in inglese testi di Marc Fumaroli. Spieth è inoltre noto per il suo lavoro di ricerca e di critica su artisti e designer californiani del XX secolo come Sandow Birk, Peter Shire, Robert Williams e Brian M. Viveros. Darius Spieth ha organizzato mostre del loro lavoro negli Stati Uniti e in Europa.
Darius Spieth ha organizzato mostre a livello internazionale. Ha collaborato con molti intellettuali, critici d'arte, professionisti museali, designer e creatori, come James Cuno, Presidente e Direttore Esecutivo del Getty Museum, Marc Fumaroli dell'Académie Française, Linda Norden, curatrice del Padiglione Americano alla Biennale di Venezia del 2005, Emmanuel Schwartz, Curatore Emerito della École des Beaux-Arts di Parigi, Blaise Ducos, curatore capo, responsabile della pittura fiamminga e olandese al Musée du Louvre e professore all'École du Louvre, i pittori californiani Robert Williams, Sandow Birk e Shag, il leader del movimento lowbrow art in California, Greg Escalante, il designer Peter Shire, membro del gruppo di Memphis, e Vincent Darré, stilista e interior designer, ex assistente di Karl Lagerfeld.
Nel 2011 Darius Spieth è stato selezionato dal California Institute of Technology di Pasadena come Mellon Visiting Professor. È stato eletto due volte, nel 2021 e nel 2022, come professore preferito del campus della Louisiana State University.
| Controllo di autorità | VIAF (EN) 49562022 · ISNI (EN) 0000 0001 2279 7434 · LCCN (EN) no2004060839 · GND (DE) 133354768 · BNF (FR) cb159135132 (data) |